# Duris av Samos
Duris av Samos var en grekisk historieskrivare under första hälften av tredje århundradet f.Kr. och tyrann i Samos. Han var lärjunge till Theofrastos. Duris främsta verk är en historia som efter innehållet kallas Hellenica og Macedonica. Den börjar efter slaget vid Leuktra 371 f.Kr. och skildrar tiden fram till 281 f.Kr. Historian var en viktig källa för Diodorus Siculus och Plutarchos. Fragment är samlade i Karl Otfried Müllers Fragmenta Historicorum Græcorum, Band II (Paris 1885).